# Leptogenys roberti
Leptogenys roberti är en myrart som beskrevs av Auguste-Henri Forel 1900. Leptogenys roberti ingår i släktet Leptogenys och familjen myror.

## Underarter
Arten delas in i följande underarter:
- L. r. coonoorensis
- L. r. roberti